# Monnaie de Paris
La Monnaie de Paris è la zecca nazionale della Francia. Dal 2007 è un Établissement public à caractère industriel et commercial (EPIC, ente pubblico a carattere industriale e commerciale) ed esercita, in particolare, la missione sovrana di fabbricare la moneta nazionale francese. Creata nell'864 sotto il regno di Carlo il Calvo, è la più antica istituzione francese ancora in attività.
Fino al 2007, la Monnaie de Paris è stato il nome «commerciale» della Direction des Monnaies et Médailles che faceva parte del ministero dell'economia, delle finanze e della sovranità industriale e digitale. La Monnaie de Paris ha acquisito la sua autonomia e si è vista conferire la personalità giuridica dalla legge finanziaria per il 2007 (L. 2006-1666).
La Monnaie de Paris lavora con due siti: l'Hôtel des Monnaies in quai de Conti a Parigi e lo stabilimento monetario di Pessac, in Gironda (rispettivamente 55 % e 45 % dalla produzione).
I compiti della Monnaie de Paris sono fissate dall'articolo L. 121-3 del codice monetario e finanziario francese. Per conto dello stato francese, conia in condizioni di monopolio le monete metalliche in corso.
Esercita, inoltre, delle attività commerciali in settori in cui c'è concorrenza:
- Produzione e vendita di monete correnti straniere, di monete da collezione, medaglie e decorazioni
- Creazione di oggetti d'arte e gioielli con il marchio depositato di Monnaie de Paris
- Gestione del Musée de la Monnaie de Paris e manutenzione dell'Hôtel de la Monnaie (edizioni particolari di medaglie et articoli-regalo personalizzati per aziende e messa a disposizione delle sale dell'Hôtel des Monnaies, situato in quai de Conti per avvenimenti di azienda, amministrazioni o gruppi)
- Lotta contro la contraffazione e fabbricazione di strumenti di controllo e garanzia.

A livello europeo, lo stabilimento di Pessac è stato progettato anche per ospitare, oltre al Centre national d'analyse des pièces (CNAP), anche il CTSE (Centre technique et scientifique européen), che analizza e classifica le monete in euro contraffatte in tutta Europa. Questo centro lavora nel quadro dell'Office européen de lutte antifraude e a titolo di coordinamento tecnico tra gli Stati membri in materia di lotte contro la falsificazione monetaria.

## Storia

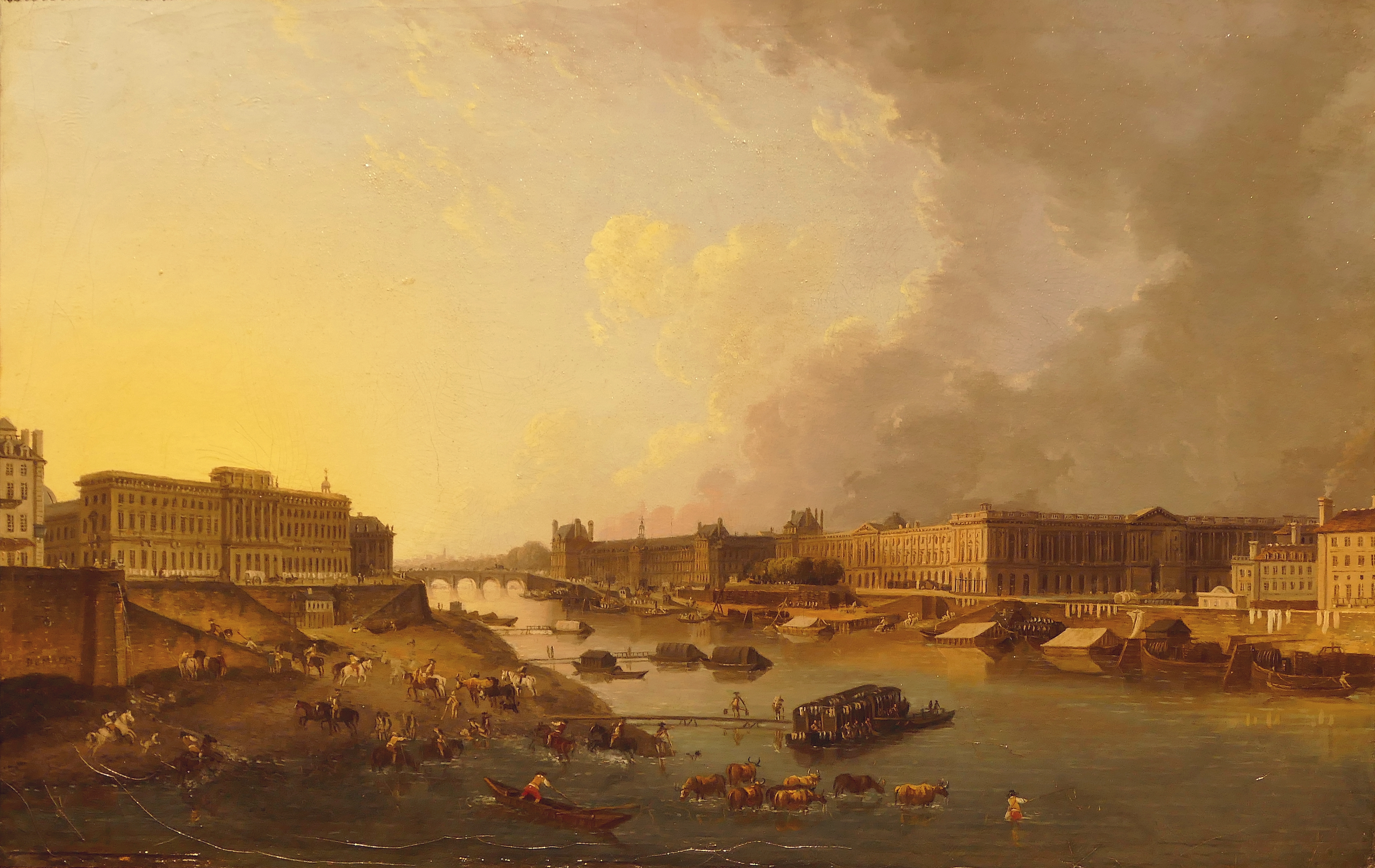
Pierre-Antoine Demachy, Veduta della Senna a valle del Pont Neuf (1783) Parigi - Museo dell'11 Conti; l'antico fabbricato della zecca è visibile a sinistra

La Monnaie de Paris è stata creata nel 864 con l'editto di Pistres di Carlo il Calvo, ed è la più antica istituzione francese.
Dal 1358 viene delineata una struttura che, nei suoi principi, si mantiene fino al 1879: da un lato, una amministrazione dotata di un potere di giuridico e di regolamentazione in materia monetaria, dall'altro delle officine poste cotto il controllo dello Stato. Il chimico Darcet (1777-1844) farà qui la sua carriera.
La Monnaie de Paris è fu collegata al ministero francese della finanze con le leggi del 22 e 23 vendemmiaio dell'anno IV (settembre 1796). Le leggi del 31 luglio e del 20 novembre 1879 stabilirono che la fabbricazione delle monete sarebbe stata esclusivamente effettuata dallo Stato stesso con una «Administration des Monnaies et Médailles».
Dal 1848 al giugno 1876, Anatole Hulot, aggiunto del graveur général Jacques-Jean Barre, installa l'officina per la produzione dei primi francobolli della Francia nell'hôtel des Monnaies.
Nel 1973, lo Stato fa costruire a Pessac (Gironde) una nuova fabbrica per la produzione delle monete destinate alla circolazione e di quelle da collezione. Dal 1998, in questa struttura sono fabbricati gli otto pezzi francesi in euro, sia per la circolazione, che per la collezione.
La Monnaie de Paris ha ottenuto la tripla Certification QSE.
Nel 2012, è stata la prima istituzione pubblica a ottenere le Label Entreprise du patrimoine vivant.

## LaMonnaie de Parisin cifre
Nel 2009 ha realizzato 126 M€ come volume d'affari per un effettivo di 500 salariati. Fabbrica un miliardo di pezzi di monete all'anno e utilizza diversi mestieri d'arte per sviluppare un'attività di prodotti d'arte (pezzi da collezione, oggetti d'arte, gioielli) che rappresentano il 20% del volume d'affari.

## Direzione
Gli archivi della zecca risalgono al 1225. I titoli (in italico) e le responsabilità delle persone nominate alla guida della struttura si sono modificati nel corso degli anni.
Prépositus monetae Parisiansis
- 1225-1226 Marcellus
- 1270 Pierre Barbez
- 1296 Thomas Buchart
- 1296-1311 Régnier Le Flamant
- 1296-1315 Guillaume Le Flamant

Cussorum Moneta
- 1315-1326 Pierre de Mante
- 1329-1337 aucun
- 1436-1437 Jacques Cœur
- 1426-1485 Pierre Fromont [dynastie]
- 1488-1490 Martin Vivat
- 1489-1512 Laurent Sureau
- 1541-1555 Bastien de Riberolles

Président de la Cour des Monnaies
- 1555 Claude Bourgeois
- 1558 Jean Le Lieur
- 1571 François du Lion
- 1590 Claude Fauchet
- 1599 Guillaume Le Clerc
- 1610 Guillaume Lusson
- 1637 Jacques Poitevin
- 1642 André du Pajot
- 1662 Nicolas Cotignon
- 1664 Jacques Hosdier
- 1715 Louis Hosdier
- 1727 Étienne-Alexandre Choppin de Gouzangre
- 1772 René Choppin d'Arnouville
- 1781-1791 Étienne Jean Benoît Thevenin de Tanlay
- 1791 Jean Dupeyron de La Coste

Direttori di fabbricazione della Monnaie
- An IV-An V  Alexandre Roettiers de Montaleau
- 1794 Augustin Dupré
- 1794 Jean-Jacques-Joseph Anfrye
- An V-1820 Charles de L'Espine
- 1821-1842 Jean-Pierre Collot
- 1843-1845 Alain Étienne Cambry
- 1845-1860 Charles Dierick
- 1861-1879 Alfred Renouard de Bussierre

Direttori delle monete e medaglie
- 1871 Zéphirin Camélinat (direttore sotto la Commune)[senza fonte]
- 1875-1891 Jean-Louis Ruau
- 1891-1893 Georges de Liron d'Airolles
- 1893-1900 Alfred de Foville
- 1900-1907 François Arnauné[8]
- 1914-1915 Émile Jacquin
- 1915-1918 Louis Martin
- 1918-1925 Sylvestre Bouvier
- 1925-1927 Louis Formerie
- 1927-1934 Michel Dally
- 1934-1946 Étienne Moneclaey
- 1946-1952 Louis Vallon
- 1951-1952 Marcel Renaud
- 1952-1957 Yves Malecot
- 1957-1962 Robert Labonnelie
- 1962-1984 Pierre Dehaye
- 1984-1987 Jacques Campet
- 1987-1991 Patrice Cahart
- 1992-1995 Pierre Consigny
- 1995-1999 Emmanuel Constans
- 1999-2002 Françoise Saliou
- 2002-2007 Dov Michel Zerah

Président-Directeur général de la Monnaie
- Dall'aprile 2007 Christophe Beaux[9]

## Accesso
La struttura si trova nei pressi delle stazioni della metropolitana di Parigi Pont Neuf (linea ), Saint-Michel e  Odéon (linea )